# いつくしま (巡視船)
「いつくしま」（JCG Itsukushima, PL-23）は、海上保安庁の巡視船。呉海上保安部に配属される第六管区唯一のPL型巡視船。海上保安大学へ派遣され、海上保安大学校の5代目の練習船を兼務することから予算上は「大型練習船」とも称され、海上保安庁の新造練習船として及びPL型としても海上保安庁史上最大である。令和2年度第3次補正計画、総事業費は約120億円。船名は、世界遺産に認定されている広島市の「厳島（いつくしま）」（宮島）を由来としている。

## 来歴
1993年の「こじま」の竣工以降、同船は呉海上保安部（第六管区）の巡視船としての救難業務とともに、海上保安大学校の練習船としての業務に供されてきた。一方、海上保安庁は2016年より人材の確保・育成や教育訓練施設の拡充など業務基盤の強化を図っており、幹部職員を増員するため、海上保安大学校でも本科学生・特修科研修生ともに定員を増やすとともに、令和3年（2021年）度からは一般大学卒業者を対象とした「初任科課程」も新設されている。このため、「こじま」の乗船実習環境では学生・研修生の増加に的確に対応することが困難となっていた。
このことから、「海上保安能力強化に関する方針」に基づき、増加する学生・研修生への対応と効率的な乗船実習を実現するために建造されることになったのが本船である。令和2年（2020年）12月に閣議決定された令和2年度海上保安庁関係補正予算で建造が計画されることとなった。

## 設計
設計面では、みやこ型（3,500トン型PL）を大型化したような長船首楼船型が採択された。「こじま」と比べると、船体の大型化に伴って乗船可能な実習生は約60名から約100名へと増加している。
効率的に乗船実習を実施できるように各種区画が追加されたことで、前・後部上構ともに大型化している。前部上構には、海保初の2段船橋、通常の航海船橋（上段）に加えて実習船橋（下段）が設けられている。この実習船橋には実際の航海計器も設置され、操船権を切り替えることが可能になっており、両船橋で同時に航海当直実習の実施が可能になるとともに、実習船橋において、船内火災等の緊急時の対応や事案対応を想定した実践的な訓練が実施可能となっている。
一方、後部上構には多人数の授業や訓練に対応できる学生教室および多目的室が設けられており、多目的室はレセプション・スペースも兼務して、遠洋航海における各寄港地での国際交流にも活用が可能になる。ただし、船体後部の訓練甲板はこれまでの「こじま」とは違いヘリの離発着は考慮されていない。国際航海に備え全天候型救命艇2隻、警備救難艇が4隻が搭載されている。

## 船歴
2023年7月4日船名を「いつくしま」と命名され、三菱重工下関造船所江浦工場で進水。
2024年7月1日、三菱重工下関造船所江之浦工場で引渡し式、海上保安庁に引き渡された。
2024年7月10日、初めて海上保安大学校に入港。
同年8月26日、練習船いつくしま就役披露式及び国土交通大臣、海上保安庁長官による視察が実施された。
8月25日、本科3学年（第72期生）50名、初任科（第4期生）32名の乗船式、2024年9月2日本科3学年50名及び初任科30名の実習生と共に初めての乗船実習に出港し「いつくしま」による乗船実習が開始された。小樽港で初の一般公開を実施、また各港で一般公開や学生募集等を実施。（呉→舞鶴→新潟→小樽→仙台→横浜→広島→那覇→宮古島→鹿児島→呉と航海の後、下船式を実施し、「いつくしま」による初の訓練航海は終了した）